# David Assing
David Assur Assing (* 12. Dezember 1787 in Königsberg, Preußen; † 25. April 1842 in Hamburg) war ein deutscher Arzt, Lyriker und Herausgeber. Er war der Ehemann von Rosa Maria Assing, Vater von Ottilie und Ludmilla Assing, Schwager von Rahel und Karl August Varnhagen von Ense und der Onkel von Fanny Lewald.

## Jugend und Studium
David Assing wurde geboren als vorletztes von dreizehn Kindern einer jüdisch-orthodoxen, aus Kurland und Posen nach Königsberg eingewanderten Familie. Seine Eltern waren der Kaufmann Assur Levi und Caja, geborene Mendel; seine jüngere Schwester Zipora (1790–1841) heiratete später David Marcus und wurde die Mutter von Fanny Lewald. Zu seinen Jugendfreunden gehörte Max von Schenkendorf.
Wie seine Tochter in einem biographischen Manuskript berichtet, litt Assing unter depressiven Stimmungen und ließ beispielsweise seine Bücher schwarz einbinden: Goethes Roman Die Leiden des jungen Werther „las er wieder und wieder“ dessen Tracht er durch Tragen eines Rocks und einer gelben Weste imitierte.
In das Handelshaus, das seine Eltern führten, mochte Assing nicht eintreten. Nach fünfjährigen philosophischen und chirurgisch-medizinischen Studien in Königsberg, Tübingen, Göttingen und Wien legte er am 26. August 1808 sein Doktorexamen ab.

## Freundeskreise
Mit seinem Kommilitonen Justinus Kerner, dem er nach Tübingen folgte, blieb Assing lebenslang in freundschaftlicher Verbindung. Kerners Verlobte und spätere Ehefrau Friederike Ehmann wurde von David Assing erfolgreich behandelt. 1809 hielten sich Kerner und Assing in Wien auf, wo sie mit Karl August Varnhagen zusammentrafen. Auch dessen Schwester Rosa Maria lernte Assing über Kerner kennen, die in Hamburg als Erzieherin in jüdischen Familien tätig war und 1811 ein Mädchenpensionat in Altona gegründet hatte.
Bei einem Unfall während eines chemischen Experiments erblindete David Assing auf einem Auge. In Altona fand er „Kraft und Trost, weil ich an der Rosaquell sitze, aus der beim trübsten nebelichsten Wetter klares Wasser quillt“; sie entdeckte „viel Hohes und Göttliches in ihm“, wünschte ihm aber „etwas mehr Kraft und Schicklichkeit für das äußere Leben“. Gemeinsam mit Rosa Marias Freundin Amalia Schoppe beteiligte sich das Paar an den literarischen Projekten der Schwäbischen Dichterschule, an Kerners Deutschem Dichterwald (1811) am Deutschen Musenalmanach von Chamisso und Schwab und am Rheinischen Odeon. Unter dem Namen „Assur“ veröffentlichte Assing in den Hesperiden des Isodorus Orientalis. Als echter Romantiker bevorzugte er volksliedhafte Formen und schrieb Trinklieder, historische Balladen und Liebeslyrik. Der Plan einer Wohn- und Arbeitsgemeinschaft in Süddeutschland mit Justinus und Friederike Kerner und anderen Freunden der Schwäbischen Dichterschule wurde allerdings nicht verwirklicht.

## Kriegsteilnahme, Ehrungen
Beim Ausbruch der Befreiungskriege gegen die napoleonische Besatzung im Frühjahr 1813 ging David Assing als Freiwilliger nach Berlin, übernahm das russische Hospital mit 200 Verwundeten und diente in Königsberger Militärlazaretten, bevor er als Regimentsarzt mit dem zweiten kurmärkischen Landwehr-Regiment ins Feld zog. Seinen Abschied nahm er Ende September 1814 und ließ sich, ausgezeichnet mit dem Eisernen Kreuz zweiter Klasse, wieder in Hamburg nieder. 1840 erhielt er auch den Kaiserlich-Russischen St. Georgen-Orden 5. Klasse Nr. 3373. Am 23. Februar 1826 wählte ihn die Societas Medico-Chirurgica Berolinensis zum korrespondierenden Mitglied.

## Dichter und Mediziner
Um in Hamburg praktizieren zu können, ließ sich Assing am 26. Februar 1816 in der Hamburger Katharinenkirche protestantisch taufen und legte am 29. März den Hamburgischen Bürgereid ab, den er mit „David Assur Assing“ zeichnete, ebenso wie seine lyrischen Beiträge in Zeitschriften und Almanachen. Im Mai 1816 heiratete er Rosa Maria Varnhagen, die ihre Töchterschule aufgab, und wurde im November desselben Jahres als kommunaler Armenarzt für das Judenviertel an der Hamburger Marienstraße bestellt. Das erste Kind ihrer Ehe, Carl Eginhard, wurde am 9. Juni 1817 geboren und starb nach zehn Monaten. Am 11. Februar 1819 kam Ottilie, zwei Jahre später Ludmilla (22. Februar 1821) zur Welt.
Von hier übersiedelten die Assings später in die Poolstraße, wo Rosa Maria einen Salon führte, der von Autoren des Jungen Deutschland wie Theodor Mundt, Karl Gutzkow und Ludolf Wienbarg, aber auch von Vertretern der jüdischen Emanzipation wie Gabriel Riesser und Salomon Ludwig Steinheim frequentiert wurde. In diesem Kreis galt der Hausherr trotz seiner pessimistischen Grundhaltung als begnadeter Erzähler. Zu den Gästen zählte auch Heine, den Assing weniger als seine Frau schätzte; auch von Gutzkow, der 1845 Erinnerungen an ihn veröffentlichte, distanzierte er sich zunehmend. Friedrich Hebbel hatte Assing nach eigenem Zeugnis durch seine Heilkunst das Leben gerettet; er beriet auch seine Schwägerin Rahel Varnhagen in ihren häufigen Erkrankungen, und der allmählich erblindende Kerner wollte sich nur von Assing den Star stechen lassen.

## Letzte Jahre
1840 verstarb Rosa Maria nach einer längeren, auszehrenden Krankheit. Der untröstliche Witwer gab ihre gesammelten Dichtungen und Novellen heraus und widmete ihr einen Band mit Nenien. In seinem Kummer zog er sich immer mehr von der Welt zurück und wollte sogar den Arztberuf aufgeben.
Am 25. April 1842 verstarb David Assing. Sein Nachlass ist Bestandteil der Sammlung Varnhagen und kam nach dem Tod seiner Tochter Ludmilla in die Königliche Bibliothek. Heute wird der handschriftliche Teil dieser Sammlung unter den sogenannten „Berlynka“ in der Biblioteka Jagiellońska der Universität in Krakau aufbewahrt.
Der Nachlass des Ehepaars Assing wird seit 2015 mit Unterstützung des polnischen Nationalen Zentrums für Wissenschaft (Narodowe Centrum Nauki) durch den Germanisten Paweł Zarychta vom Germanistischen Seminar der Jagiellonen-Universität editorisch und digital erschlossen.

## Werke
- Materiae alimentariae alineamenta ad leges chemico-dynamicas adumbrata. Diss. Göttingen 1809
- Skizze betreffend: die etwannige Aehnlichkeit der von älteren Aerzten beschriebenen Cholera mit der Cholera orientalis, eine Vorlesung gehalten im ärztlichen Vereine zu Hamburg, den 9. August 1831. Hamburg 1831
- Nenien nach dem Tode Rosa Maria's. Als Handschrift für Freunde. F. W. C. Menck, Hamburg 1840; dass., 2. verm. Auflage, Hamburg 1841 (Digitalisat)
- David Assur Assing (Hrsg.): Rosa Maria's poetischer Nachlass. Hammerichs, Altona 1841 (Teildigitalisat).